# Amaranthus spinosus
Espèce
Amaranthus spinosus, l'amarante épineuse, est une espèce de plantes dicotylédones de la famille des Amaranthaceae, présente dans les régions tropicales et subtropicales.
C'est une plante herbacée annuelle épineuse, qui préfère les sols nitrophiles.
Cette espèce est une mauvaise herbe des cultures dans de nombreuses régions du monde. Des populations d'amarante épineuse ont été signalées comme résistantes au glyphosate aux États-Unis en 2012.
Dans certaines régions d'Afrique tropicale, les feuilles de l'amarante épineuse sont consommées, cuites à l'eau. La plante a également des propriétés médicinales et est reconnue dans la médecine traditionnelle indienne (Ayurveda) comme fébrifuge, antipyrétique, laxatif et diurétique.
Noms vernaculaires : amarante épineuse, blette épineuse, brèche de Malabar, épinard malabre.

## Description

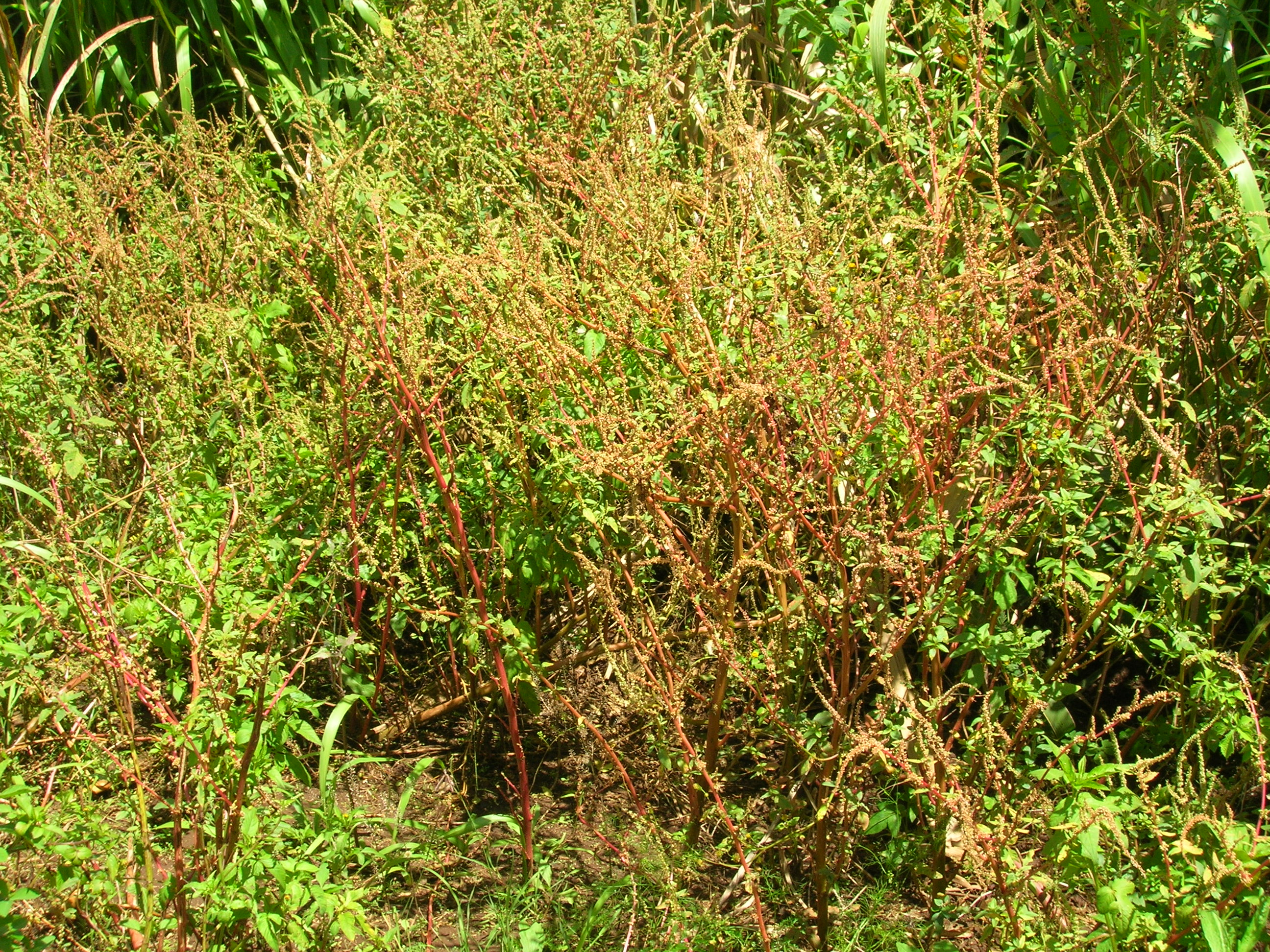
Port général de la plante.

L'amarante épineuse est une plante herbacée annuelle, monoïque, à port dressé pouvant atteindre 100 cm de haut.
Les tiges, très ramifiées, glabres ou légèrement pubescentes, sont de couleur verte parfois teintées de pourpre.
Les feuilles, alternes, simples, ont un pétiole relativement long, de 1 à 8 cm, glabre, armé de deux épines à la base. Le limbe foliaire, rhomboïde ou ovale-lancéolé, est à base cunéiforme, à marge entière et apex obtus mucroné. Il mesure de 3 à 12 cm de long sur 1 à 6 cm de large. Les feuilles sont glabres ou légèrement pubescentes le long des nervures quand elles sont jeunes. Les nervures sont nettement apparente à la face inférieure des feuilles.

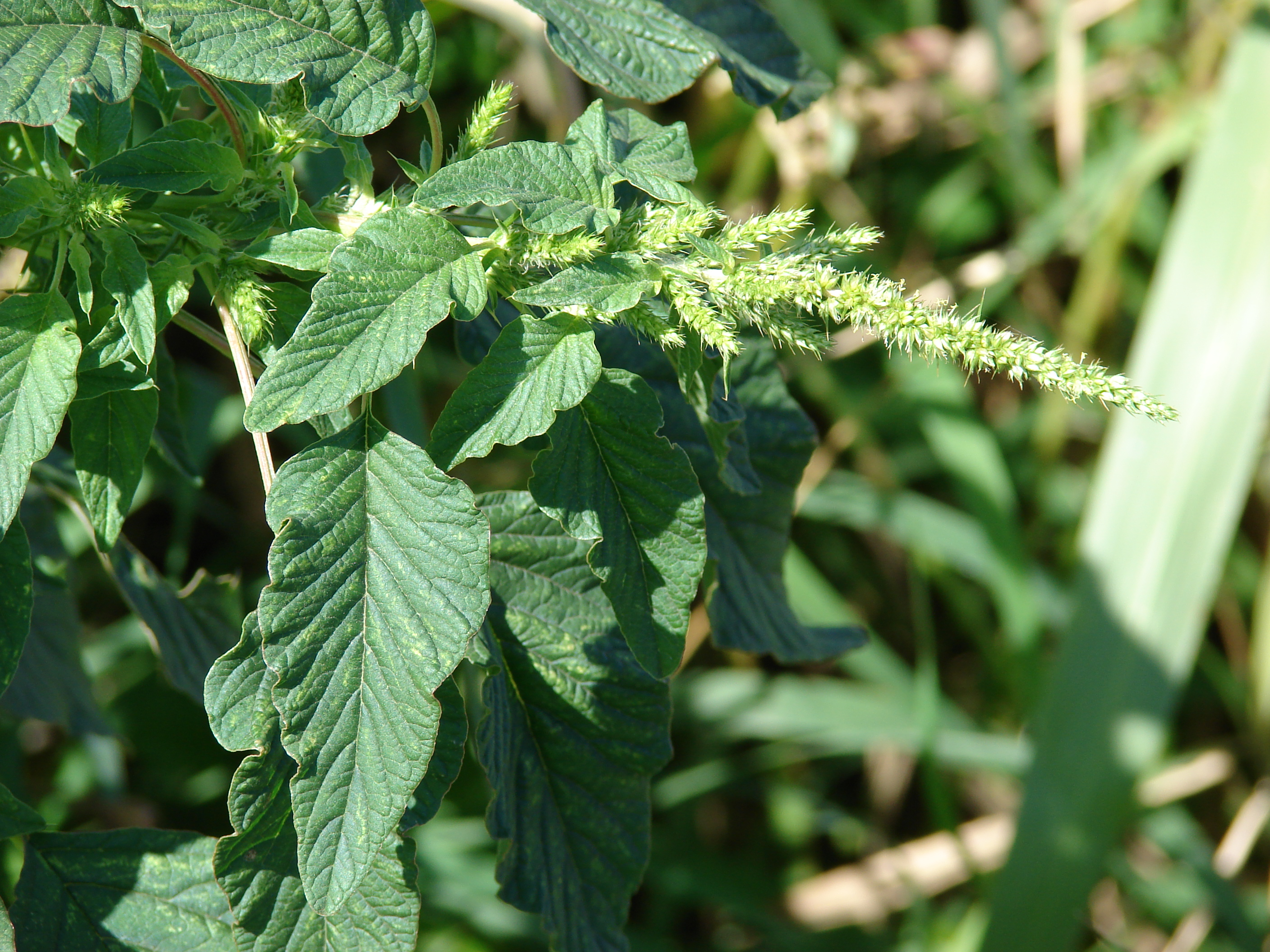
Inflorescence.

La plante fleurit de juillet à novembre (dans l'hémisphère nord).
L'inflorescence complexe, de type thyrsoïde, terminale ou axillaire, mesure de 8 à 25 cm de long.
Les fleurs sont unisexuées. Sur l'épi terminal toutes les fleurs mâles sont généralement situées vers l'apex, où les bractées deviennent très fortement épineuses.
Les fleurs mâles, de forme oblongue, ont 2 à 2,5 mm de long.
Les fleurs femelles oblongues-spatulées, ont environ 1,5 mm de long.
Le fruit est une capsule oblongue à styles persistants, à déhiscence circulaire ou indéhiscente. Il contient une seule graine.
Les graines, lisses, de couleur brun noir brillant, subglobuleuses ou lenticulaires, ont environ 1 mm de diamètre.

## Liste des variétés
Selon Tropicos (5 janvier 2016) (Attention liste brute contenant possiblement des synonymes) :
- Amaranthus spinosus var. basiscissus Thell.
- Amaranthus spinosus var. circumscissus Thell.
- Amaranthus spinosus var. indehiscens Thell.
- Amaranthus spinosus var. purpurascens Moq.
- Amaranthus spinosus var. pygmaeus Hassk.
- Amaranthus spinosus var. rubricaulis Hassk.
- Amaranthus spinosus var. viridicaulis Hassk.

## Utilisation

### Plante alimentaire

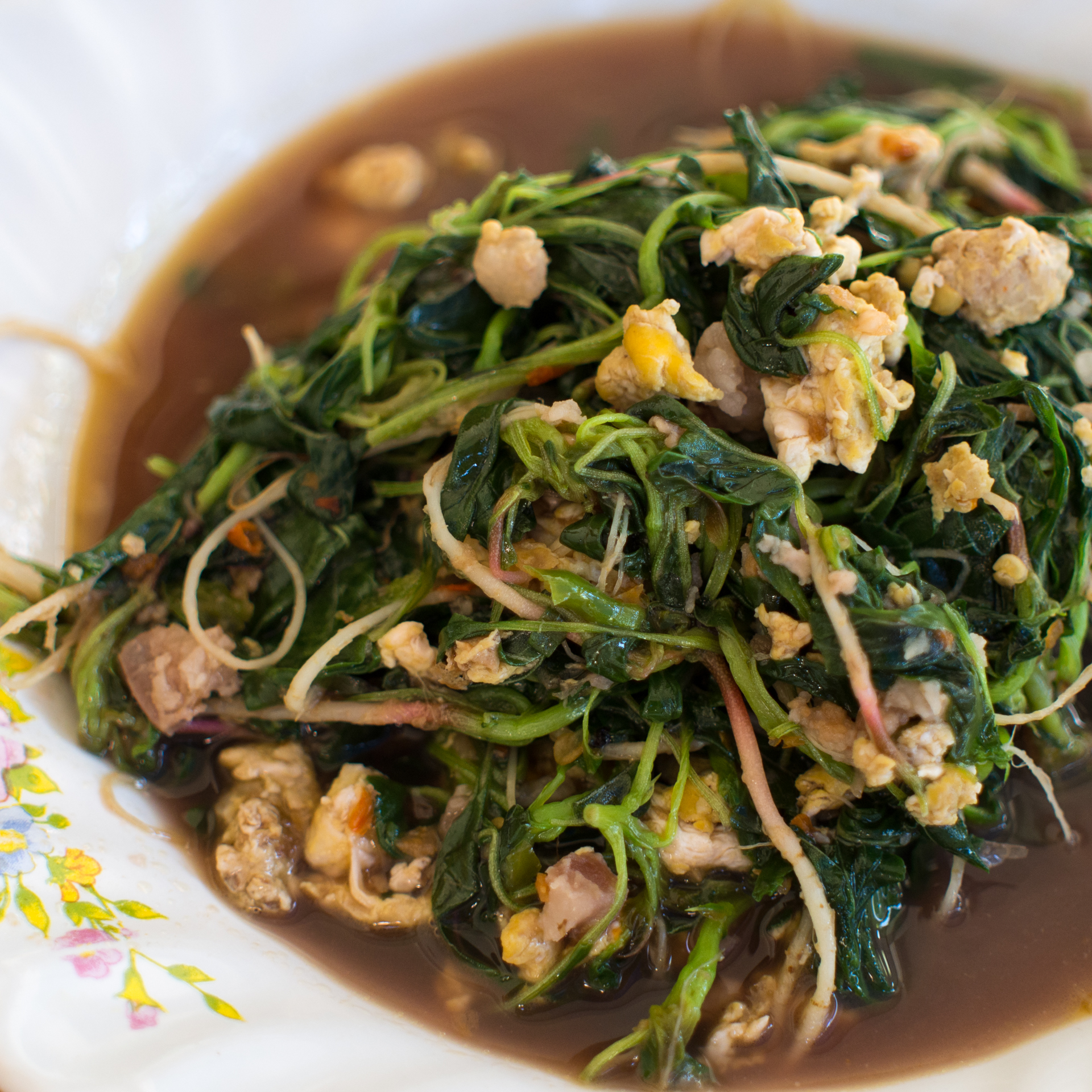
Le phat phak khom est un mets thaï à base de jeunes pousses dAmaranthus spinosus sautées à la poêle. Préparé ici avec des œufs et de la viande de porc hachée.

Comme plusieurs espèces apparentées, l'amarante épineuse est une plante alimentaire appréciée en Afrique.
Elle est aussi appréciée dans la cuisine thaïlandaise, sous le nom de phak khom (thaï : ผักขม). Elle s'appelle mullik keerai en tamoul et tanduliyaka en sanskrit.
C'est également une plante alimentaire aux Philippines où on l'appelle kulitis, ainsi qu'aux Maldives, où ses feuilles, connues sous le nom de massaagu , sont consommées depuis des siècles dans des plats tels que le mas huni.
Au Mexique, on la trouve sur les marchés sous l'étiquette Quelite quintonil.

### Plante tinctoriale
Appelée pti banlar en khmer et giền en vietnamien, cette plante réduite en cendres a été historiquement utilisée comme colorant textile gris.